# Misfits Meet the Nutley Brass - Fiend Club Lounge
Misfits Meet The Nutley Brass - Fiend Club Lounge, è un album dei The Nutley Brass in collaborazione con i Misfits, uscito il 28 giugno 2005 per l'Etichetta discografica Rykodisc.

## Il disco
Si tratta di un album "sperimentale" a cui hanno partecipato i Misfits con The Nutley Brass, ovvero unico membro Sam Elwitt produttore ed esecutore (che realizzò anche un album pop rock strumentale di cover dei Ramones), che ha rielaborato, con la loro collaborazione, alcune tra le tracce più famose della prima era Misfits, quella di Glenn Danzig, in versione lounge, come solitamente viene definito questo tipo di sonorità, e come rivela anche il titolo stesso dell'album. La parte cantata sembra in formato midi, le tracce infatti sembrano in parte sintetizzate, anche se l'album è registrato in studio. I pezzi perdono tutta la carica del punk rock, per sfociare in un effetto "cartone animato" e completamente fuori dallo stile rock. Un album che come previsto, non poteva riscuotere successo. Il lavoro non è piaciuto affatto ne ai critici ne al pubblico, forse una mossa già premeditata, come ha commentato Jerry Only in un'intervista sul giornale Metal Hammer.

## Tracce
1. Last Caress
2. Astro Zombies
3. Where Eagles Dare
4. Some Kinda Hate
5. Hybrid Moments
6. Hatebreeders
7. Teenagers from Mars
8. Attitude
9. Angelfuck
10. Skulls
11. Die, Die My Darling